# Fórmula de Weizsäcker
En física nuclear, la  fórmula de Weizsäcker,  també coneguda com a  fórmula semiempírica de la massa  (SEMF,  en anglès ), és una fórmula que s'usa per a aproximar la massa i altres propietats d'un nucli atòmic. Està parcialment basada en mesuraments empírics; la teoria es basa en el model de la gota líquida i pot donar compte de la majoria dels termes de la fórmula, a més dona aproximacions estimades per als valors dels coeficients. Va ser formulada el 1935 pel físic alemany Carl Friedrich von Weizsäcker, i a pesar dels ajustaments fets als coeficients al llarg dels anys, la forma de la fórmula continua igual avui.
Aquesta fórmula no s'ha de confondre amb la fórmula de la massa de l'estudiant de Weizsäcker Burkhard Heim.
La fórmula dona una bona aproximació de les masses atòmiques i altres efectes, però no explica l'aparença de nombres màgics.

## El model de la gota líquida
El model de la gota líquida és un model de física nuclear que tracta el nucli atòmic com una gota de fluid nuclear incompressible. Aquest fluid estaria compost per nucleons (protons i neutrons), que romanen units a causa de la força nuclear forta. Va ser proposat per primera vegada per George Gamow i posteriorment desenvolupar per Niels Bohr i John Archibald Wheeler. Aquest model no explica totes les propietats del nucli, però sí la seva forma esfèrica. A més, ajuda en la predicció de l'energia de lligadura dels nuclis.
Una anàlisi matemàtica de la teoria retorna una equació que pretén predir l'energia de lligadura de cada nucli en funció del nombre de protons i neutrons que conté. Aquesta equació té cinc termes que corresponen a: 
1. La lligadura de cohesió de tots els nucleons per la força forta,
2. La repulsió electroestàtica mútua entre protons,
3. Un terme d'energia superficial,
4. Un terme d'asimetria i
5. Un terme de paritat (parcialment derivable a partir del càlcul amb protons i neutrons en estats quàntics de spin independents).

Si es considera la suma dels cinc tipus d'energia, els resultats obtinguts s'aproximen a la variació observada de l'energia de lligadura dels nuclis: 
- Energia volumètrica: Quan un conjunt de nucleons de la mateixa mida s'uneixen en un volum petit, cada nucleó té un nombre d'altres nucleons en contacte. A causa d'això l'energia nuclear és proporcional al volum.
- Energia superficial: Un nucleó a la superfície del nucli interacciona amb menys nucleons que un d'interior i, per tant, la seva energia de lligadura serà menor. Això es té en compte amb el terme de l'energia superficial, que serà per tant negativa i proporcional a l'àrea de la superfície.
- Energia coulombiana: És la repulsió electroestàtica que ha d'experimentar cada parell de protons del nucli, que contribueix disminuint l'energia de lligadura.
- Energia d'asimetria (també anomenada energia de Pauli: està associada al principi d'exclusió de Pauli. Si no fos per aquest terme, la forma més estable dels nuclis seria sempre N = Z (on N és el nombre de neutrons i Z el de protons). Valors diferents de N i Z impliquen que s'omplen nivells energètics superiors per a cert tipus de partícules, mentre que per l'altre s'omplen els nivells energètics més baixos.
- Energia de paritat: És un terme corrector que apareix per la tendència que posseeixen els neutrons i protons d'estar aparellats dos a dos. És conegut que és més inestable un nombre senar de nucleons que un nombre parell.

## Fórmula
En les següents fórmules A és el nombre total de nucleons, Z el nombre de protons, i N el de neutrons.
La massa d'un nucli atòmic ve donada per 
{\displaystyle m=Zm_{p}+Nm_{n}-{\frac {E_{B}}{c^{2}}}}
on {\displaystyle m_{p}} and {\displaystyle m_{n}} són la resta de la massa d'un protó i d'un neutró, respectivament, i {\displaystyle E_{B}} és l'energia d'enllaç del nucli. La fórmula de la massa semi-empirica diu que l'energia d'enllaç pren la següent forma:
{\displaystyle E_{B}=a_{V}A-a_{S}A^{2/3}-a_{C}{\frac {Z(Z-1)}{A^{1/3}}}-a_{A}{\frac {(A-2Z)^{2}}{A}}+\delta (A,Z).}
Cada un dels termes d'aquesta fórmula té una base teòrica com s'explica a continuació.

## Termes

### Terme volumètric
El terme {\displaystyle a_{V}A} es coneix com a terme volumètric. El volum d'un nucli és proporcional a A, per tant aquest terme és proporcional al volum, d'aquí el nom.
La base d'aquest terme és la interacció nuclear forta. La força forta afecta protons i neutrons, i com s'espera, el terme és independent de Z. Com que el nombre de parells que es poden traure de partícules A és {\displaystyle {\frac {A(A-1)}{2}}}, es podria esperar un terme proporcional a {\displaystyle A^{2}}. No obstant, la força forta té un rang molt limitat, i un nucleó donat només pot interaccionar fortament amb el seu veí més proper i el següent més proper. Per tant, el nombre de parells de partícules que de fet interaccionen és aproximadament A, donant el terme volumètric a la fórmula.
El coeficient {\displaystyle a_{V}} és més petit que l'energia d'enllaç dels nucleons amb els seus veïns {\displaystyle E_{b}}, que és de l'ordre de 40 MeV. Això és perquè com més gran és el nombre de nucleons en el nucli, més gran és l'energia cinètica, a causa del principi d'exclusió de Pauli. Si es tracta el nucli com una esfera de fermi de {\displaystyle A} nucleons, amb igual nombre de protons i de neutrons, llavors l'energia cinètica total és s {\displaystyle {3 \over 5}A\epsilon _{F}}, amb {\displaystyle \epsilon _{F}} l'energia de Fermi estimada en 38 MeV. Per tant, el valor esperat de {\displaystyle a_{V}} és en aquest model {\displaystyle E_{b}-{3 \over 5}\epsilon _{F}\sim 17\;\mathrm {MeV} }, no gaire allunyat del valor mesurat.

### Terme superficial
El terme {\displaystyle a_{S}A^{2/3}} es coneix com a terme superficial. Aquest terme, també basat en la força forta, és una correcció al terme volumètric.
El terme volumètric suggereix que cada nucleó interacciona amb un nombre constant de nucleons, independent de A. Encara que és pràcticament cert per a nucleons molt endins del nucli, els nucleons de la superfície del nucli tenen menys veïns propers, cosa que justifica aquesta correcció. També es podria pensar com un terme de tensió superficial, de fet un mecanisme similar crea la tensió superficial en els líquids.
Si el volum del nucli és proporcional a A, llavors el radi seria proporcional a {\displaystyle A^{1/3}} i l'àrea superficial a {\displaystyle A^{2/3}}. Això explica per què el terme superficial és proporcional a {\displaystyle A^{2/3}}. També es pot deduir que {\displaystyle a_{S}} tindria un ordre de magnitud similar a {\displaystyle a_{V}}.

### Terme Coulombià
El terme {\displaystyle a_{C}{\frac {Z(Z-1)}{A^{1/3}}}} és conegut com a terme Coulombià o electroestàtic.
La base del terme és la repulsió electroestàtica entre protons. Com a idea molt aproximada, el nucli pot ser considerat una esfera de densitat de càrrega uniforme. L'energia potencial d'aquesta distribució de la càrrega es podria mostra com 
{\displaystyle E={\frac {3}{5}}\left({\frac {1}{4\pi \epsilon _{0}}}\right){\frac {Q^{2}}{R}}}
On Q és la càrrega total i R és el radi de l'esfera. Identificant Q amb {\displaystyle Ze}, i notant que el radi és proporcional a {\displaystyle A^{1/3}}, ens podríem apropar a la forma del terme coulumbià. No obstant, com que la repulsió electroestàtica només existirà per a més d'un protó, {\displaystyle Z^{2}} es converteix en {\displaystyle Z(Z-1)}. El valor de {\displaystyle a_{C}} es pot calcular aproximadament usant l'equació anterior: 
Radi nuclear empíric:
{\displaystyle R=r_{0}A^{\frac {1}{3}}.}
Càrrega de quant sencera:
{\displaystyle Q=Ze\ }
{\displaystyle Z^{2}=Z(Z-1)\ .}
Integració per substitució:
{\displaystyle E={\frac {3}{5}}\left({\frac {1}{4\pi \epsilon _{0}}}\right){\frac {Q^{2}}{R}}={\frac {3}{5}}\left({\frac {1}{4\pi \epsilon _{0}}}\right){\frac {(Ze)^{2}}{(r_{0}A^{\frac {1}{3}})}}={\frac {3e^{2}Z^{2}}{20\pi \epsilon _{0}r_{0}A^{\frac {1}{3}}}}={\frac {3e^{2}Z(Z-1)}{20\pi \epsilon _{0}r_{0}A^{\frac {1}{3}}}}=a_{C}{\frac {Z(Z-1)}{A^{1/3}}}}
Energia potencial de la distribució de la càrrega:
| {\displaystyle E={\frac {3e^{2}Z(Z-1)}{20\pi \epsilon _{0}r_{0}A^{\frac {1}{3}}}}} |
Constant electroestàtica de Coulomb:
| {\displaystyle a_{C}={\frac {3e^{2}}{20\pi \epsilon _{0}r_{0}}}} |
El valor d' {\displaystyle a_{C}} usant la constant d'estructura fina:
| {\displaystyle a_{C}={\frac {3}{5}}\left({\frac {\hbar c\alpha }{r_{0}}}\right)} |
On {\displaystyle \alpha } és la constant d'estructura fina i {\displaystyle r_{0}A^{1/3}} és el radi del nucli, donant {\displaystyle r_{0}} aproximadament 1,25 femtòmetres. Això dona a {\displaystyle a_{C}} un valor teòric aproximat de 0,691 MeV, no gaire allunyat del valor mesurat.
{\displaystyle a_{C}=0.691\;{\text{MeV}}}

### Terme asimètric
El terme {\displaystyle a_{A}{\frac {(A-2Z)^{2}}{A}}} es coneix com a terme asimètric. La justificació teòrica del terme és més complexa. Noteu que com que {\displaystyle A=N+Z}, l'expressió entre parèntesis es pot reescriure com {\displaystyle (N-Z)}. La forma {\displaystyle (A-2Z)} s'usa per a mantenir la dependència en A explícita, ja que serà important en diferents usos de la fórmula.
El principi d'exclusió de Pauli diu que dos fermions no poden ocupar exactament el mateix estat quàntic. En un nivell d'energia donat, hi ha només finitament molts estats quàntic disponibles per partícules. El que això significa en el nucli és que com més partícules són afegides, aquestes partícules poden ocupar nivells d'energia més alts, incrementant l'energia total del nucli (i disminuint l'energia d'enllaç); aquest efecte no està basat en cap força fonamental (gravitacional, electromagnètica, etc.), només el principi d'exclusió de Pauli.
Els protons i neutrons, en ser partícules de diferent tipus, ocupen diferent estats quàntics. Es podria pensar en dos grups diferents d'estats, una per als protons i una per als neutrons. Per exemple, si hi ha significativament més neutrons que protons en un nucli, alguns dels neutrons tindran energia més alta que els estats disponibles en el grup de protons. Si poguéssim moure algunes partícules del grup de neutrons al de protons, és a dir, canviar alguns neutrons per protons, disminuiríem significativament l'energia. El desequilibri entre el nombre de protons i de neutrons fa que l'energia sigui més alta del que ha de ser, per a un nombre de nucleons donat. Aquesta és la base del terme asimètric.
La forma del terme asimètric es pot derivar si prenem el nucli com una esfera de Fermi de protons i neutrons. La seva energia cinètica total és 
{\displaystyle E_{k}={3 \over 5}(N_{p}{\epsilon _{F}}_{p}+N_{n}{\epsilon _{F}}_{n})}
on {\displaystyle N_{p}}, {\displaystyle N_{n}} són el nombre de protons i neutrons i {\displaystyle {\epsilon _{F}}_{p}}, {\displaystyle {\epsilon _{F}}_{n}} són les seves energies. Ja que les darreres són proporcionals a {\displaystyle {N_{p}}^{2/3}} i {\displaystyle {N_{n}}^{2/3}}, respectivament, s'obté
{\displaystyle E_{k}=C(N_{p}^{5/3}+N_{n}^{5/3})} per una constant C.
L'expansió en la diferència {\displaystyle N_{n}-N_{p}} és llavors
{\displaystyle E_{k}={C \over 2^{2/3}}\left((N_{p}+N_{n})^{5/3}+{5 \over 9}{(N_{n}-N_{p})^{2} \over (N_{p}+N_{n})^{1/3}}\right)+O((N_{n}-N_{p})^{2}).}
En l'ordre d'expansió zero, l'energia cinètica és just l'energia de Fermi {\displaystyle \epsilon _{F}\equiv {\epsilon _{F}}_{p}={\epsilon _{F}}_{n}} multiplicat per {\displaystyle {3 \over 5}(N_{p}+N_{n})^{2/3}}. S'obté llavors
{\displaystyle E_{k}={3 \over 5}\epsilon _{F}(N_{p}+N_{n})^{2/3}+{1 \over 3}\epsilon _{F}{(N_{n}-N_{p})^{2} \over (N_{p}+N_{n})}+O((N_{n}-N_{p})^{4})={3 \over 5}\epsilon _{F}A^{2/3}+{1 \over 3}\epsilon _{F}{(A-2Z)^{2} \over A}+O((A-2Z)^{4}).}
El primer terme contribueix al terme volumètric en la fórmula de la massa semiempírica, i el segon terme és menys el terme asimètric (recordeu que l'energia cinètica contribueix a l'energia d'enllaç total amb un signe negatiu).
{\displaystyle \epsilon _{F}} is 38 MeV, per tant calculant {\displaystyle a_{A}} de l'equació anterior, s'obté només la meitat del valor mesurat. La discrepància s'explica pel fet que el model no és acurat: els nucleons de fet interaccionen entre ells, i no s'estenen igualment al llarg del nucli. Per exemple, en el model de capes, un protó i un neutró amb superposició de funcions d'ona tindrà una interacció forta més gran i una energia d'enllaç més forta. Això el fa energèticament favorable perquè els protons i neutrons tinguin el mateix nombre quàntic i, per tant, incrementin el cost energètic de l'asimetria entre ells.
També es pot entendre el terme asimètric de manera intuïtiva. Seria dependent de la diferència absoluta {\displaystyle |N-Z|}, i la forma {\displaystyle (A-2Z)^{2}} és simple i diferenciable, la qual cosa és important per a certes aplicacions de la fórmula. A més, petites diferències entre Z i N no tenen un cost energètic gaire alt. L'A al denominador reflecteix el fet que una diferència donada i {\displaystyle |N-Z|} és menys significativa per a valors grans d'A.

### Terme de paritat
El terme {\displaystyle \delta (A,Z)} es coneix com el terme de paritat. Aquest terme captura l'efecte d'acoblament d'espín i ve donat per: 
{\displaystyle \delta (A,Z)={\begin{cases}+\delta _{0}&Z,N{\mbox{ parell }}(A{\mbox{ parell}})\\0&A{\mbox{ senar}}\\-\delta _{0}&Z,N{\mbox{ senar }}(A{\mbox{ parell}})\end{cases}}}
on
{\displaystyle \delta _{0}={\frac {a_{P}}{A^{1/2}}}.}
Gràcies al principi d'exclusió de Pauli el nucli tindria una energia inferior si el nombre de protons amb espín amunt fossin iguals al nombre de protons amb espín avall. Això també és cert per als neutrons. Només si Z i N són parells, els protons i neutrons poden tenir igual nombre de partícules amb espín amunt i avall. Aquest és un efecte similar al terme asimètric.
El factor {\displaystyle A^{-1/2}} no s'explica fàcilment teòricament. Els càlculs de l'esfera de Fermi usats anteriorment, basats en el model de la gota líquida però menystenint les interaccions, donaran una dependència {\displaystyle A^{-1}}, com al terme asimètric. Això significa que l'efecte per a nuclis grans serà més gran que l'esperat segons el model. Això s'explicaria per les interaccions entre els nucleons. Per exemple, en el model de capes, dos protons amb el mateix nombre quàntic tindran superposició completa de funcions d'ona, i per tant, tindran una interacció forta més gran entre ells i una energia d'enllaç més forta. Això fa energèticament favorable l'aparellament de protons en parells d'espín oposat. Els neutrons es comporten de la mateixa manera.